# Panteón Azas
El panteón de la familia Azas fue un monumento funerario ubicado en el cementerio de San Nicolás, en Madrid.

## Descripción
Fue construido en la década de 1870 en el cementerio de San Nicolás de Bari, en Madrid, para guardar en él los restos mortales de Severa Garísoain de Azas, en virtud de disposición testamentaria de la misma, y su marido Manuel de Azas, inspector general del cuerpo de Ingenieros de Caminos, Canales y Puertos.
El testamentario de la mujer, José de Subercasse, eligió, entre varios proyectos, el presentado por Domingo de Inza, arquitecto de la Academia de San Fernando, confiando a este la dirección de la obra, y a Eugenio Duque la ejecución escultural y la contrata económica. El panteón consistía en una reducida capilla, que contenía en su interior las urnas de los finados, sostenidas y entregadas a los muros por cuatro leones cada una, en actitud de excavar la tierra para depositar el peso que sostenían. El exterior consistía en una pirámide con dos torretas laterales, que formaban el imafronte.
Martínez de Velasco destaca una «severidad clásica» en el monumento, y que Inza habría «sabido apartarse del uso vulgar, y prescindir por completo de florida hojarasca y figuras alegóricas, para darle a la obra aspecto monumental y carácter de seriedad y tristeza». La construcción del panteón, fabricado en piedra y mármol de Italia, no habría sido muy onerosa.